# Urbalacone
Urbalacone (Urbalaconu en idioma corso) es una comuna y población de Francia, en la región de Córcega, departamento de Córcega del Sur.
Su población en el censo de 1999 era de 68 habitantes.

## Demografía
| 60 | 104 | 86 | 71 | 63 | 68 |
| Para los censos de 1962 a 1999 la población legal corresponde a la población sin duplicidades (Fuente: INSEE [Consultar]) |     |    |    |    |    |

- Datos: Q1153469
- Multimedia: Urbalacone / Q1153469

1. ↑  Worldpostalcodes.org, código postal n.º 20128.
2. ↑  INSEE, Datos de población para el año 2012 de Urbalacone (en francés).